# ديموتيقة
ديموتيقة (باليونانية: Διδυμότειχο)‏، بلدة يونانية ومركز لبلدية تقع في أقصى شمال شرق البلاد وهي تتبع مقاطعة إفروس التي تتبع إدارياً لإقليم مقدونيا الشرقية وتراقيا الإداري.

## الموقع والسكان
تقع البلدة على ارتفاع (30) متر عن مستوى سطح البحر ضمن السهل الذي يشكله نهر إفروس والذي يشكل الحد الطبيعي بين اليونان وَ تركيا، يمر بها نهر إريثروبوتاموس أحد روافد نهر إفروس والذي يلتقي به على مسافة ثلاثة كيلومترات إلى الشرق من البلدة.
تبعد ديموتيقة مسافة (3) كم عن الحدود التركية، ومسافة (45) إلى الجنوب من مدينة أدرنة التركية. بينما تبعد مسافة (92) كم عن أليكساندروبولي عاصمة مقاطعة إفروس. وتبعد مسافة (912) كم عن أثينا عاصمة البلاد.
يبلغ عدد سكان البلدة وحدها حوالي (9) آلاف نسمة، بينما يبلغ عدد سكان بلدية ديموتيقة كلها (19) ألف نسمة (التعداد العام للسكان لعام 2001).
وهي بذلك تكون ثالث أكبر بلدة في مقاطعة إفروس بعد أليكساندروبولي وَ أورستياذا.

## التسمية
يعني اسم المدينة في اللغة اليونانية (السور المزدوج) وذلك من كلمتي (ذيذيموس=didymos) وتعني (مزدوج) وَ (تيخوس=teichos) وتعني (جدار أو سور) أطلق على البلدة هذا الاسم خلال الفترة الـبيزنطية في الـقرن السابع ميلادي.
وذلك لأن البلدة كانت محصنة بسور مزدوج يصل بين التلتين المقامة عليهما.
أصبح اسم المدينة باللغة التركية ديموتيقة (بالتركية: Dimetoka)‏ ومنها أُخذ الاسم العربي، وباللغة البلغارية ديموتيكا (بالبلغارية: Димотика)‏.

## التاريخ

### التاريخ القديم
وجدت آثار تعود للعصر النيوليثي ضمن تلة (أغيا بترا) (Aghia Petra) والتي تقع على حافة البلدة الجنوبية، بينما أصبحت التلة الأخرى (تلة القلعة) والمبنية حولها البلدة الحالية مستوطنة للقبائل الـتراقية.
تطورت هذه المستوطنة إلى بلدة إغريقية قديمة توسعت حجماً خلال الفترة الهلنستية. ثم أصبحت تابعة للـرومان الذين أطلقوا عليها اسم بلوتينوبوليس (Plotinoupolis) تيمناً بزوجة الإمبراطور الروماني تراجان بومبيا بلوتينا (Pompeia Plotina).
قام الرومان بتحصين التلتين اللتان تقوم عليهما البلدة تحسباً لغزوات برابرة الشمال، الأمر الذي أعطى المدينة اسمها الحالي.

### الفترة البيزنطية
تطورت في الـقرن السابع بلدة (ديديموتيخيون) (Didymoticheon) الـبيزنطية وقام البيزنطيون بتحصين القلعة المبنية على تلة كاسترو، وأصبحت البلدة-القلعة كأهم حامية تحرس منطقة نهر إفروس.
وقد وصفها في تلك الفترة جيوفري فيلهاردوان عام (1205) م. بأنها "أقوى وأغنى بلدة في رومانيا"
شهدت ديموتيقة بدءاً من عام (1261) م. أهم أحداث الحرب الأهلية البيزنطية والخلافات بين الأباطرة والتي أدت لاحقاً إلى انهيار هذه الإمبراطورية، إذ كانت مقراً لسجن النبلاء البيزنطيين وقاعدة لعمليات الجيش الإمبراطوري.

### الفترة العثمانية
فُتحت ديموتيقة بيد العثمانيين عام (1361) م. وجعلها السلطان مراد الأول عاصمة له لمدة أربع سنوات قبل أن ينقل مركز حكمه إلى أدرنة. ولد فيها ابنه السلطان بايزيد الأول، وشيد في البلدة العديد من الأضرحة، والقصور والمساجد وأصبحت مركزاً لنشر الدين الإسلامي في القارة الأوروبية.
بدأت أهمية البلدة بالتراجع مع تقدم زمن الدولة العثمانية، فأصبحت مكاناً معروفاًً بإنتاج الخزفيات، والموقع المفضل لرحلات الصيد للسلاطين العثمانيين. ومع ضعف الدولة العثمانية وفي الـتاسع عشر شهدت البلدة انبعاثاً من حيث عدد السكان اليونانيين القاطنين بها.

### التاريخ الحديث
سقطت البلدة بيد القوات الـبلغارية عام (1913م) خلال حرب البلقان الثانية، وخرج الجيش العثماني منها نهائياً، وأعطيت البلدة عام (1920) لليونان بعد إجراء العديد من الاتفاقات والمعاهدات الدولية.

## المعالم الأساسية
- مدينة بلوتينوبوليس الرومانية: وتقع على سفح تلة أغيا بترا (Aghia Petra) في الجزء الشرقي من البلدة، لم يبق الكثير منها، فيما عدا بعض التحصينات والأرضيات الـفسيفسائية.
- مدينة ديديموتيخيون البيزنطية: وتقع بقاياها حولة التلة الأخرى (تلة القلعة) وأهم ما فيها هي الأسوار الدفاعية المحيطة بالقلعة والقلعة نفسها (الـكاسترو) (Kastro) والتي دعيت بـاللغة التركية كاله (Kale)، لها 24 برج دفاعي، توجد ضمنها كاتدرائية القديس أثاناسيوس (آغيوس أثاناسيوس)، بالإضافة إلى العديد من حجر العبادة المخصصة للأباطرة البيزنطيين. تعطي القلعة منظراً مطلاً على كل منطقة نهر إفروس.
- مدينة ديموتيقة العثمانية: ومن أهم معالمها - مسجد السلطان بايزيد: والذي يدعى أيضاً بالجامع الكبير يعود تاريخ بناءه إلى بدايات الـقرن الخامس عشر، ويعتبر من أقدم مساجد البلقان القائمة. –حمام الهمسات: بنيت عام (1398) م. وهي أقدم حمامات تركية على الأرض الأوروبية. –ضريح أورطز باشا (القرن الخامس عشر).
- يوجد في البلدة متفين هما المتحف الفلكلوري المقام ضمن بيت عثماني قديم، والمتحف العسكري، هذا بالإضافة إلى غاليري للفن المعاصر.
- توجد في البلدة العديد من الكنائس اليونانية والأرمنية والتي يعود معظمها للـقرن التاسع عشر.

## متفرقات
- مسجد السلطان بايزيد هو أقدم مسجد مستخدم للعبادة في القارة الأوروبية.
- كانت البلدة في الفترة العثمانية مركزاً للطائفة البكداشية السنية.
- سجن في البلدة ملك السويد شارلز الثاني عشر عام (1713) م. بعد هزيمته في معركة بولتافا.
- يعتمد اقتصاد البلدة الحالي على الزراعة بشكل أساسي.

## معرض صور

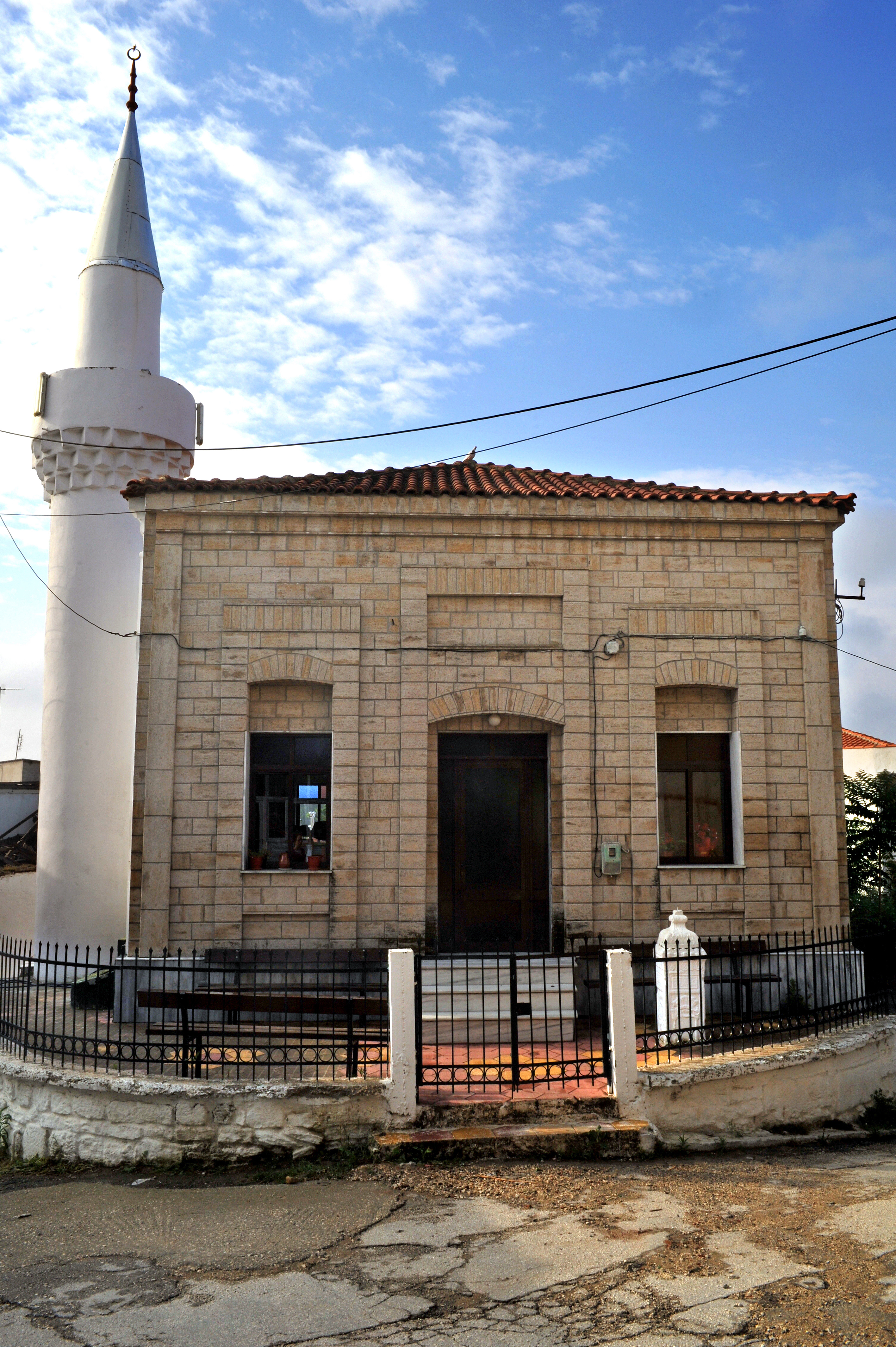
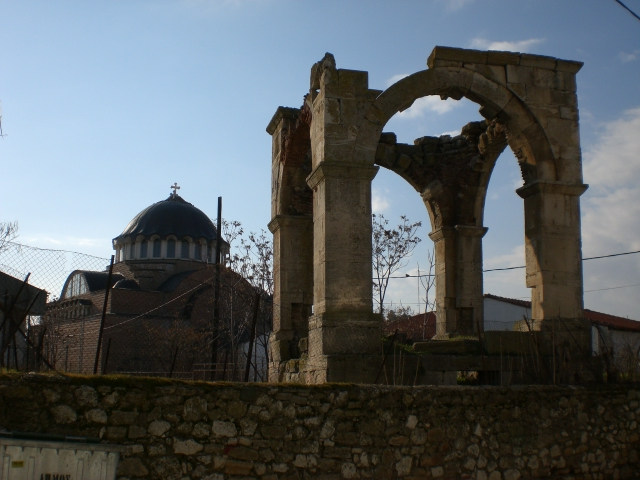
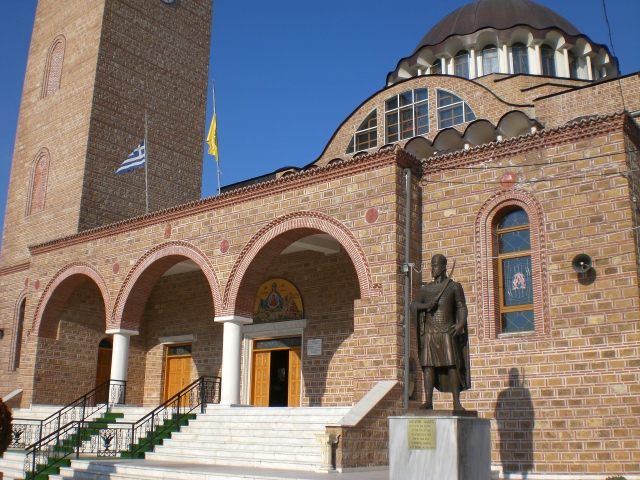
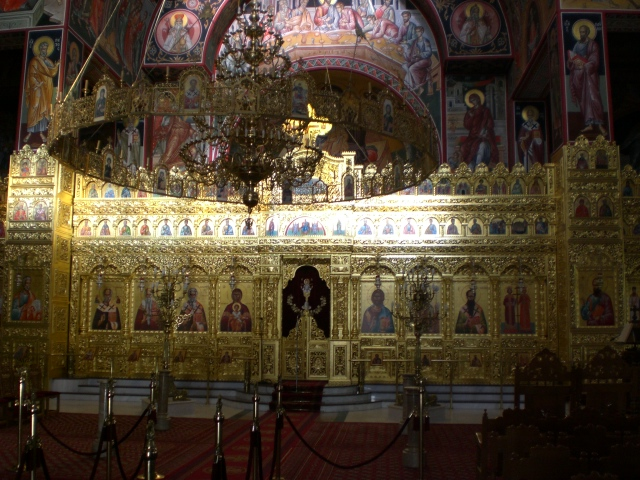
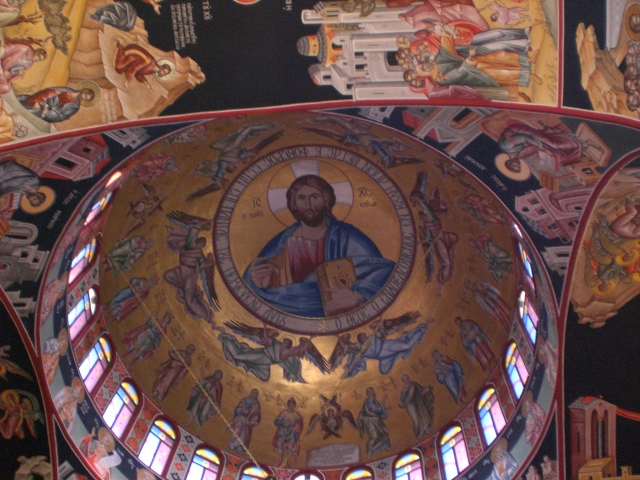
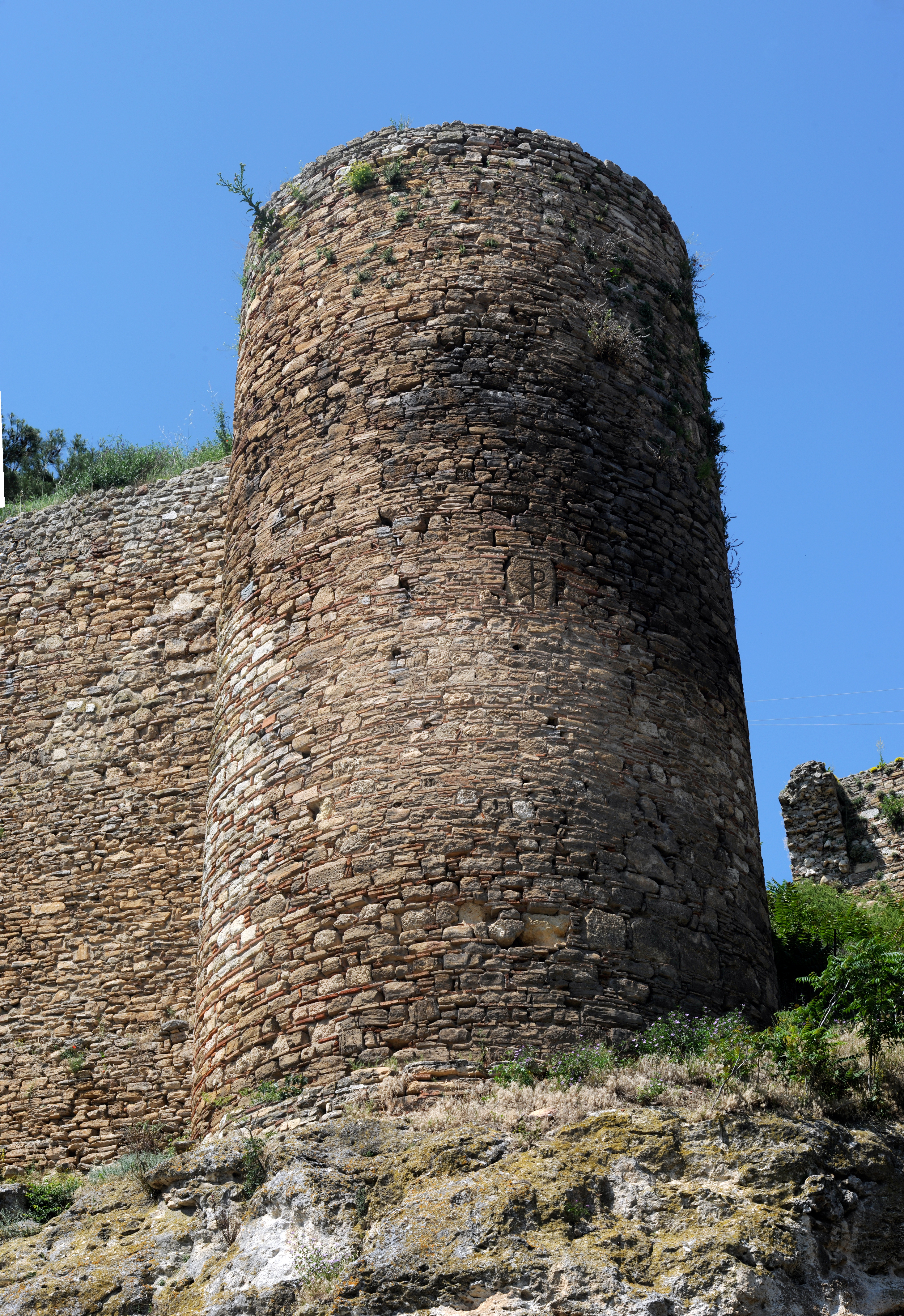
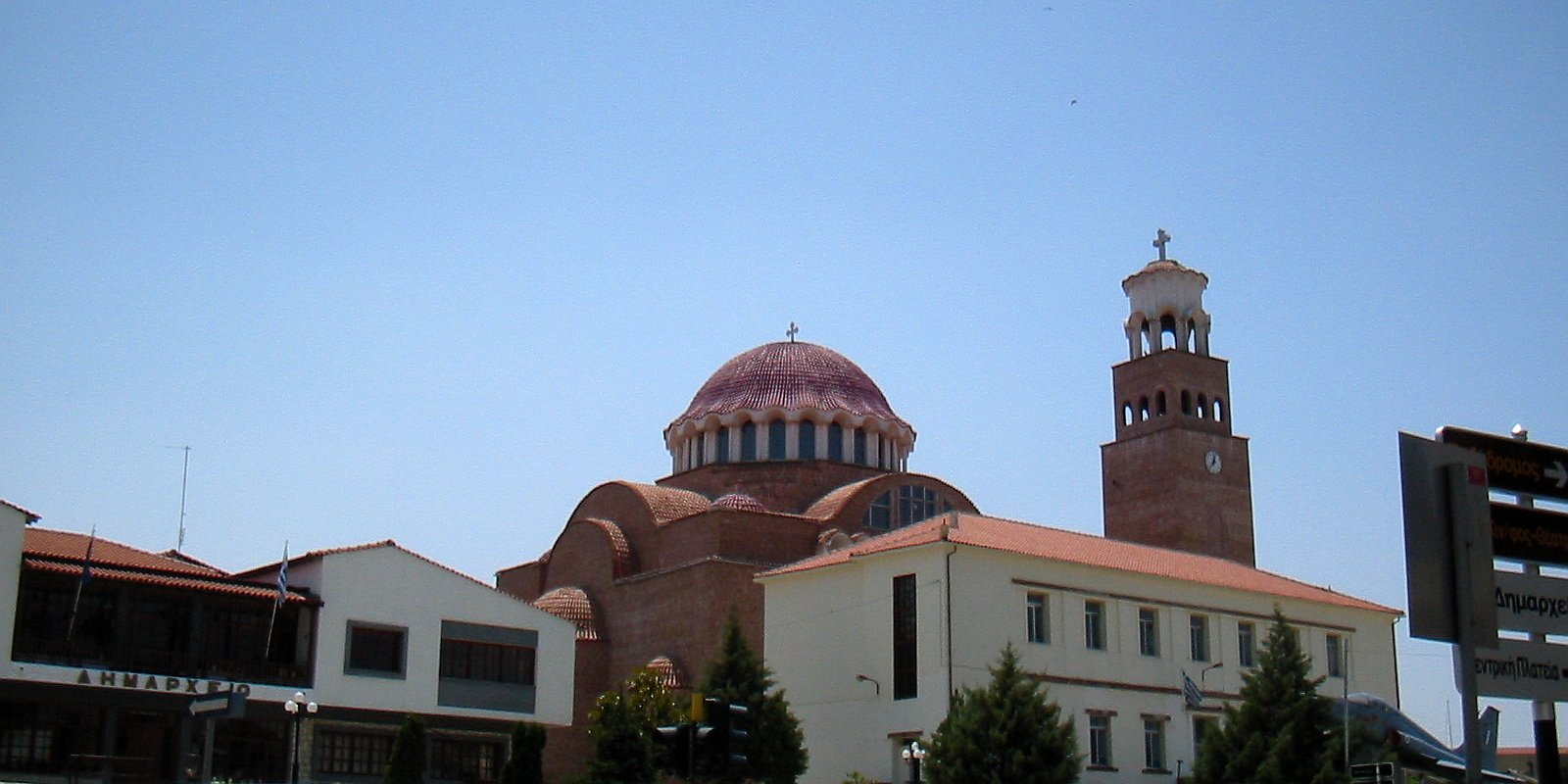

## وصلات خارجية
- موقع المدينة الرسمي